# Alfons Wiss
Alfons Wiss (* 9. Juni 1880 in Fulenbach; † 2. Juni 1942 in Murten) war ein Schweizer Bildhauer.

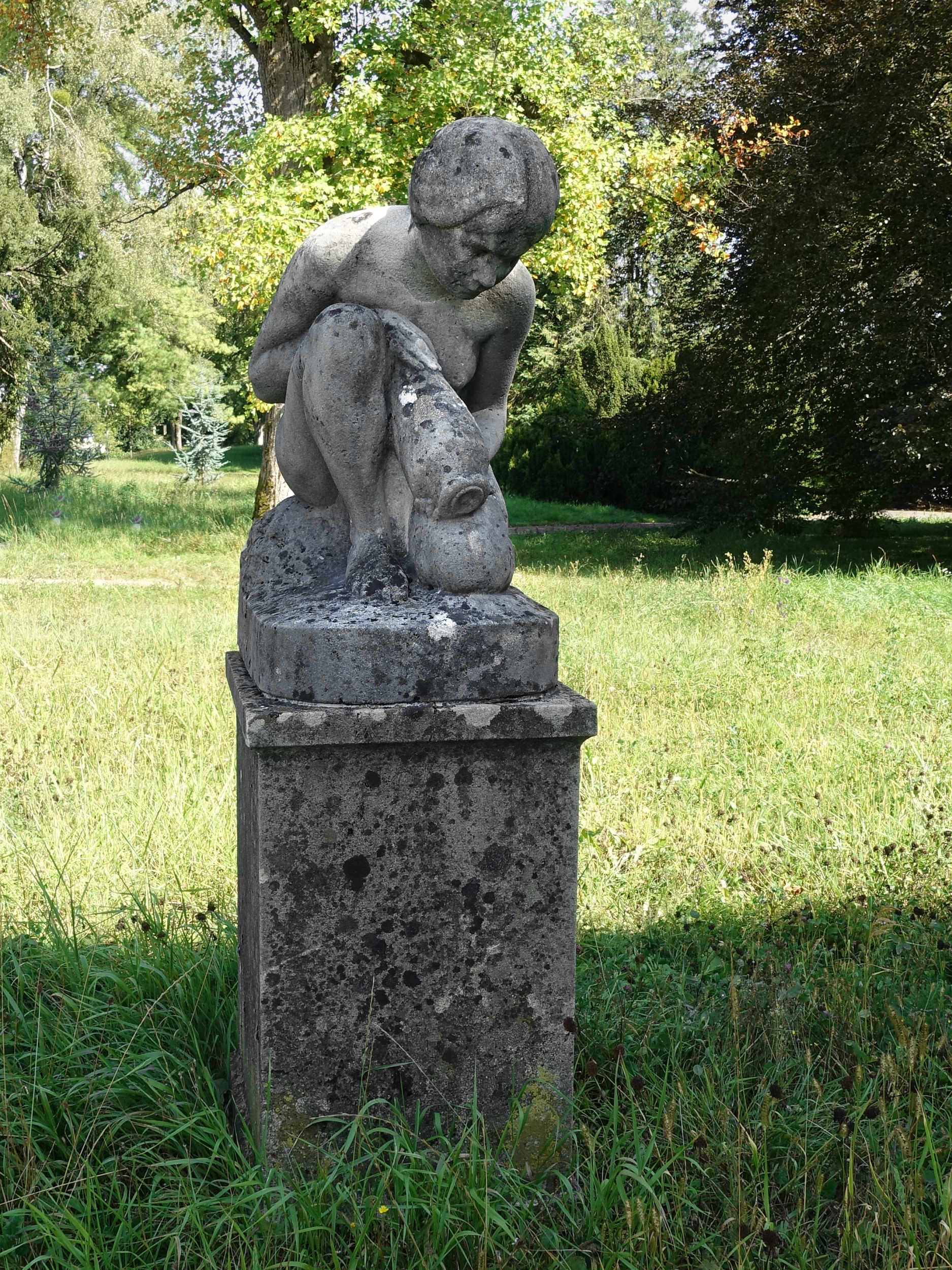
Mädchen mit Krug, Kunstmuseum Solothurn.

## Leben und Werk
Alfons Wiss war ein Sohn eines Sägereibesitzers. Zunächst absolvierte er eine Lehre bei dem Bildhauer Alfred Schnetzer in Flawil. Parallel dazu besuchte er die Gewerbeschule. Später setzte er seine künstlerische Ausbildung in Deutschland fort, unter anderem bei Felix Schönleber in Stuttgart und verschiedenen Meistern in München, Berlin und Karlsruhe. Nach einem Aufenthalt 1901 in Dresden ließ er sich in München nieder. Studienreisen führten ihn nach Italien (1903) und Paris. Nach seiner Rückkehr widmete er sich Studien nach der Natur bei den in München ansässigen Bildhauern Ferdinand von Miller und Franz Bernauer. Ab 1907 studierte er an der Akademie der Bildenden Künste München. Dort gehörte Balthasar Schmitt zu seinen Lehrern. Nach dem Studium hielt sich Wiss in der Schweiz (1914), München (1915) und Wien (1916) auf, bevor er in Kempten im Allgäu ein Atelier bezog. Ab 1922 lebte er in Luzern, wo er für das Unternehmen Artesco tätig war.
Werke von Wiss befinden sich unter anderem im Kunstmuseum Olten.

## Werke (Auswahl)
- Alte Frau, 1907, Gipsbüste, Kunstmuseum Olten
- Mädchen mit Krug, Kunstmuseum Solothurn
- Nach dem Bade (männlicher Akt)
- Jüngling, Marmor
- Schwäbischer Bauer, 1910, Büste, Präsentation bei der Nationalen Kunstausstellung der Schweizerischen Landesausstellung 1914 in Bern
- Junge Mutter mit Kind, 1913, Gips
- zwei Christusfiguren, 1935, Marmor, in Düdingen und auf dem Friedhof in Freiburg im Üechtland